# La ciudad perdida (película de 2022)
La ciudad perdida es una película de comedia, acción y aventuras estadounidense de 2022 dirigida por los hermanos Nee, quienes coescribieron el guion con Oren Uziel y Dana Fox, a partir de una historia concebida por Seth Gordon. La película está protagonizada por Sandra Bullock y Channing Tatum como una novelista y su modelo de portada, respectivamente, que deben escapar de un multimillonario (Daniel Radcliffe) y encontrar la antigua ciudad perdida representada en uno de sus libros; Da'Vine Joy Randolph y Brad Pitt también protagonizan.
El proyecto se anunció en octubre de 2020, con Bullock uniéndose como productora y protagonista y Tatum uniéndose ese diciembre; el resto del elenco se anunció al año siguiente. El rodaje tuvo lugar en República Dominicana de mayo a agosto de 2021. La ciudad perdida tuvo su estreno mundial en South by Southwest el 12 de marzo de 2022 y fue estrenada en los Estados Unidos el 25 de marzo de 2022 por Paramount Pictures. La película recibió reseñas generalmente positivas de los críticos.

## Argumento
La autora Loretta Sage escribe novelas románticas y de aventuras sobre un héroe llamado Dash, representado por el modelo de portada Alan. Mientras está de gira con Alan promocionando su nuevo libro, Loretta es secuestrada por Fairfax, un excéntrico multimillonario, que quiere que ella lo lleve al tesoro de la ciudad perdida de su última novela; Alan intenta rescatarla.

## Reparto
- Sandra Bullock como Loretta Sage, una novelista romántica de gran éxito de ventas. Bullock también interpreta a la Dra. Angela Lovemore, heroína central de su serie de libros.
- Channing Tatum como Alan Caprison, modelo de portada de la novela de Loretta La ciudad perdida de D. Tatum también interpreta a Dash McMahon, el heroico protagonista de su serie de libros.
- Daniel Radcliffe como Abigail Fairfax, un excéntrico multimillonario y criminal internacional que secuestra a Loretta para encontrar la Ciudad Perdida, en la que se basa su novela.
- Da'Vine Joy Randolph como Beth Hatten, la publicista de Loretta.
- Patti Harrison como Allison, la mánager de las redes sociales de Loretta.
- Óscar Núñez como Oscar, un excéntrico piloto de carga.
- Bowen Yang como Ray, conductor de un evento de preguntas y respuestas para promocionar el más reciente libro de Loretta.
- Brad Pitt como Jack Trainer, agente de la CIA y rastreador humano contactado por Alan para ayudar a rescatar a Loretta.
- Raymond Lee como oficial Gómez

## Producción
En octubre de 2020, se anunció que Sandra Bullock protagonizaría la película The Lost City of D, con Aaron y Adam Nee dirigiendo un guion de Seth Gordon y Dana Fox, con Bullock como productora bajo su estandarte de Fortis Films y Paramount Pictures como distribuidora. En diciembre de 2020, Channing Tatum se unió al elenco de la película. En marzo de 2021, Patti Harrison, Da'Vine Joy Randolph y Daniel Radcliffe se unieron al elenco de la película. En abril de 2021, Brad Pitt y Oscar Núñez se unieron al elenco de la película, y Pitt apareció en un cameo.
La fotografía principal comenzó en mayo de 2021, y se llevó a cabo en la República Dominicana, en lugares como Samaná, Santo Domingo, Casa de Campo, Provincia de Monte Plata y Pinewood Dominican Republic Studios. La filmación terminó el 16 de agosto de 2021.

## Estreno
El estreno mundial de La ciudad perdida fue en el festival de cine South by Southwest el 12 de marzo de 2022. En octubre de 2021, se anunció que The Lost City of D había sido retitulada The Lost City, y que la película estaba programada para estrenarse en cines el 25 de marzo de 2022, después de haber sido previamente programada para el 15 de abril de 2022. El 1 de marzo de 2022, se canceló el estreno de la película en Rusia, en respuesta a la invasión Rusa de Ucrania.

## Recepción
The Lost City recibió reseñas generalmente mixtas a positivas de parte de la crítica y de la audiencia. En el sitio web especializado Rotten Tomatoes, la película posee una aprobación de 79%, basada en 273 reseñas, con una calificación de 6.4/10 y con un consenso crítico que dice: "The Lost City no brilla tanto como algunas aventuras clásicas de caza del tesoro, pero la química excéntrica de sus estrellas hace que esta película valga la pena." De parte de la audiencia tiene una aprobación de 73%, basada en más de 5000 votos, con una calificación de 3.8/5.
El sitio web Metacritic le dio a la película una puntuación de 60 de 100, basada en 53 reseñas, indicando "reseñas mixtas o promedio". Las audiencias encuestadas por CinemaScore le otorgaron a la película una "B+" en una escala de A+ a F, mientras que en el sitio IMDb los usuarios le asignaron una calificación de 6.1/10, sobre la base de 146 000 votos. En la página web FilmAffinity la cinta tiene una calificación de 5.1/10, basada en 7631 votos.